# Antiblemma contenta
Antiblemma contenta là một loài bướm đêm trong họ Erebidae.